# Jeanne et le Garçon formidable
Pour les articles homonymes, voir Jeanne.
Pour plus de détails, voir Fiche technique et Distribution.
Jeanne et le Garçon formidable est un film français d'Olivier Ducastel et Jacques Martineau, sorti en 1998.

## Synopsis
Jeanne papillonne de garçon en garçon, dans l'attente du grand amour. Un jour, elle s'assied dans le métro en face d'Olivier, et c'est le coup de foudre réciproque. Après quelque temps, il lui révèle sa séropositivité.

## Fiche technique
- Titre : Jeanne et le Garçon formidable
- Réalisation : Olivier Ducastel
- Scénario, dialogues, chansons : Jacques Martineau
- Musique : Philippe Miller
- Chorégraphie : Sylvie Giron
- Photographie : Matthieu Poirot-Delpech
- Son : Jean-Jacques Ferran, Waldir Xavier, Jean-Pierre Laforce
- Montage : Sabine Mamou
- Assistant montage : Michaël Rosenfeld
- Décors : Louis Soubrier
- Distribution des rôles : Antoinette Boulat
- Production : Cyriac Auriol, Pauline Duhault pour Les Films du Requin
- Format : couleurs - 2,35:1 - Stéréo - 35 mm
- Durée : 98 minutes
- Date de sortie : 22 avril 1998
  - Reprise : 14 juin 2023

## Distribution
- Virginie Ledoyen : Jeanne
- Mathieu Demy : Olivier
- Jacques Bonnaffé : François
- Valérie Bonneton : Sophie
- Frédéric Gorny : Jean-Baptiste
- Laurent Arcaro : le coursier
- Michel Raskine : le plombier
- Damien Dodane : Jacques
- Denis Podalydès : Julien
- David Saracino : Rémi
- Nelly Borgeaud : la mère de Jeanne
- René Morard : le père de Jeanne
- Jean-Marc Roulot : l'ami d'Olivier
- Emmanuelle Goizé : la libraire
- Élise Caron : doublage chant de Jeanne

## Production
Le film devait à la base s'appeler "Olivier a le sida", mais le nom a été changé sous la pression des financeurs.
Le tournage du film se termine le 12 septembre 1996 et a duré 7 semaines.

## Autour du film
La première caractéristique du film est d'être une comédie musicale, à une époque où le genre a disparu depuis longtemps dans le cinéma français. Tournant le dos aux conventions, le film décline ses morceaux sur autant de rythmes et de tempos différents : world, musette, a cappella, tango, romance, aria, biguine, etc. sans aucun lien thématique, mais en composant une mosaïque variée.
Cette diversité fait écho à la construction du film qui intègre une bluette pleine de légèreté dans une réalité sociale précise et douloureuse. Ce choc des genres renvoie directement à l'univers de Jacques Demy, mort du sida, auquel un hommage est rendu sous la forme de couples effectuant en arrière-plan des pas de deux dans le style des Demoiselles de Rochefort, de la première chanson de Jeanne qui dit n'avoir jamais rêvé de l'homme de sa vie, contrairement à Delphine des Demoiselles, ou encore de la présence de son fils, Mathieu Demy dans le rôle du garçon formidable.
Seule Virginie Ledoyen est doublée (par Élise Caron). Tous les autres acteurs chantent leur propre rôle, y compris Mathieu Demy.
Élise Caron double également la brève intervention de la vendeuse du restaurant asiatique.
Le scénario vient d'une idée originale de Jeanne Balibar, non créditée au générique,.